# Emirates Crown
De Emirates Crown is een wolkenkrabber in  Dubai, Verenigde Arabische Emiraten. Het gebouw maakt deel uit van het district Dubai Marina. De bouw begon in 2005 en werd in 2008 afgerond.

## Ontwerp
De Emirates Crown is 296 meter hoog en telt 63 verdiepingen, daarnaast bevinden zich ondergronds nog twee etages. Boven de begane grond vindt men een parkeergarage van 3 verdiepingen. Hierboven bevindt zich een woontoren van 59 verdiepingen. Het gebouw, dat is ontworpen door het Design & ARchitecture Bureau, bevat meerdere faciliteiten, zoals restaurants, winkels en een zwembad.